# František Matouš Klácel
František Matouš Klácel, někdy též Ladimír Klácel (7. dubna 1808, Česká Třebová – 17. března 1882, Belle Plaine, Iowa, USA), byl český básník, novinář, filosof a po jistou dobu také katolický kněz. Byl zastáncem českomoravské jednoty. Přátelil se s Boženou Němcovou. Řadí se mezi významné české filozofy a teology liberálního proudu 19. stol. Svým životem a dílem nepřímo také přispěl k budoucí podobě prvorepublikového Československa.

## Život
Studoval gymnázium v Litomyšli, kde vystudoval i filosofii. V roce 1827 vstoupil do starobrněnského augustiniánského kláštera, kde přijal jméno Matouš. V letech 1829–33 studoval na brněnském teologickém ústavu, který ukončil s výborným prospěchem. V roce 1834 složil rigorózní zkoušky z bohosloví na univerzitě v Olomouci. V roce 1833 byl vysvěcen na kněze. Roku 1835 se stal profesorem filosofie na biskupském filosofickém ústavě v Brně.
Roku 1848 byl členem Národního výboru a delegátem Slovanského sjezdu. V letech 1848–1851 působil v redakci Moravských Novin. V roce 1849 se podílel na založení Národní jednoty sv. Cyrila a Methoda, která se roku 1855 změnila na Matici moravskou.
Roku 1869 odplul do Ameriky, kde se s krajany několikrát pokusil založit nekonformní náboženskou společnost, založenou na lásce lidí a jejich dobročinnosti. Členové těchto společenství se oslovovali „bratře/sestro“ a říkali si nemýlenci. Založení církve však není úspěšné.
Prováděl výzkumy dědičnosti znaků u rostlin.
Zemřel roku 1882 v Belle Plaine (dnes součást města Cedar Rapids) v Iowě, kde byl také pohřben. Jeho socha byla umístěna na Český národní hřbitov v Chicagu.

## Dílo
- Ferina lišák – zvířecí epos, na jeho motivy vytvořil Václav Levý reliéfy v jeskyni Klácelka
- Bajky Bidpajovy – dvě knihy, 1. díl vydán pod pseudonymem František Třebovský
- Jahůdky ze slovanských lesů – vydány pod pseudonymem J. P. Jordan
- Erklärungen der wichtigerer philosophischen Ausdrücke – výklad nejdůležitějších filosofických výrazů
- Počátky vědecké mluvnictví českého
- Dobrověda
- Slovník pro čtenáře novin, v němž se vysvětlují slova cizího původu
- Listy přítele k přítelkyni o původu socialismu a komunismu – dopisy adresované B. Němcové – vysvětluje teorie o „ideálním“ uspořádání společnosti; není ale pro násilné uchopení moci, v mnoha ohledech se odlišuje od Marxe[2]

### Novější vydání
- KLÁCEL, František Matouš. Výbor z díla. 1. vyd. Praha: SNKLU, 1964. 324 s. cnb000442532.
- KLÁCEL, František Matouš. Listy přítele k přítelkyni o původu socialismu a komunismu. 3. vyd. V Praze: Melantrich, 1948. 176 s. cnb000672497.